# Greatest Hits (álbum de Michelle Wright)
Greatest Hits é um álbum de coletâneas da cantora canadense de country music Michelle Wright. O disco foi lançado exclusivamente nos Estados Unidos em 25 de Janeiro de 2000 pela Arista Nashville.
| Críticas profissionais                                                      | Críticas profissionais |
| Avaliações da crítica                                                       | Avaliações da crítica  |
| Fonte                                                                       | Avaliação              |
| --------------------------------------------------------------------------- | ---------------------- |
| Allmusic                                                                    | [ 3 ]                  |
| Esta tabela precisa de ser acompanhada por texto em prosa. Consulte o guia. |                        |

## Faixas
1. "Take It Like a Man" (Tony Haselden) - 3:57
2. "Safe in the Arms of Love" (Pat Bunch, Mary Ann Kennedy, Pamela Rose) - 3:30
3. "He Would Be Sixteen" (Charlie Black, Jill Colucci, Austin Roberts) - 3:43
4. "Nobody's Girl" (Gretchen Peters) - 3:19
5. "When I Found You" (Dave Deviller, Sean Hosein, Michelle Wright) - 3:40
6. "New Kind of Love" (Steve Bogard, Rick Giles) - 3:56
7. "The Answer Is Yes" (Rodney Crowell) - 3:41
8. "What Love Looks Like" (Wright, Christi Dannemiller, Lisa Drew) - 3:18
9. "Guitar Talk" (Bogard, Colin Linden) - 3:33
10. "Your Love" (Jim Brickman, Deviller, Hosein) - 3:41